# 平越直隸州
平越直隸州，清代設置的直隸州。

平越州在贵州省的位置（1820年）

舊隸貴州省糧儲道。順治初，因明為平越軍民府。康熙十一年（1672年），改平越衛為平越縣，附郭。二十六年（1687年），省「軍民」字為平越府。嘉慶三年（1798年），降直隸州，省平越縣。領縣三：甕安縣、湄潭縣、餘慶縣。评价：衝，繁，難。